# Augan
Augan é uma comuna francesa na região administrativa da Bretanha, no departamento Morbihan. Estende-se por uma área de 40,85 km². Em 2010 a comuna tinha 1 566 habitantes (densidade: 38,3 hab./km²).